# دورتموند
دورتموند (به انگلیسی: Dortmund) یکی از شهرهای صنعتی آلمان، بزرگ‌ترین شهر در ناحیه رور و هفتمین شهر پرجمعیت آلمان است.

## اطلاعات این شهر
جمعیت این شهر در سال ۲۰۰۵ برابر ۵۸۷٬۸۳۰ نفر بوده است.

## شهرهای خواهر خوانده
دورتموند با شهرهای زیر خواهرخوانده است:
- تسویکاو، آلمان
- امیان، فرانسه (۱۹۶۰)[۲]
- لیدز، انگلستان، بریتانیا (۱۹۶۹)[۲][۳]
- روستوف-نا-دونو، روسیه، شوروی (۱۹۷۳)[۲]
- بافلو، ایالات متحده آمریکا (۱۹۷۷)[۲]
- نووی ساد، صربستان، یوگسلاوی (۱۹۸۲)[۲]
- کریسیوما، برزیل (۱۹۹۲)
- شی‌آن، چین (۱۹۹۲)[۲]
- طرابزون، ترکیه (۲۰۱۳)